# الطراد الألماني الأدميرال هيبير
الأدميرال هيبر، أول سفينة من بين خمس سفن من فئتها، هي سفينة رائدة في الأدميرال هيبر فئة من الطرادات الثقيلة التي خدمت في سلاح البحرية الالمانية لألمانيا النازية خلال الحرب العالمية الثانية. تم وضع السفينة في حوض بناء السفن بلوم+فوس في هامبورغ في يوليو 1935 وتم إطلاقها في فبراير 1937؛ دخل الطراد الأدميرال هيبر الخدمة قبل وقت قصير من اندلاع الحرب في أبريل 1939. سميت السفينة على اسم الأدميرال فرانز فون هيبر، قائد سرب طرادات المعركة الألمانية خلال معركة جوتلاند في عام 1916 ثم قائدًا لاحقًا لأسطول أعالي البحار الألماني. كانت مسلحة ببطارية رئيسية من ثمانية 20.3 سنتيمتر (8.0 بوصة)، وعلى أنه كان أسميا بإزاحة تحت 10,000 طن كبير (10,000 t) الحد الذي حددته الاتفاقية البحرية الأنجلو ألمانية، لكنه بالفعل وصل إزاحة (سفينة) أكثر من 16,000 طن كبير (16,000 t).
شهد الأدميرال هيبر فترة خدمة مليئة بالاحداث خلال الحرب، ولا سيما خلال معركة الأطلسي. قاد الهجوم على تروندهايم أثناء عملية فيسروبونج؛ بينما كان في طريقه إلى هدفه، أغرق المدمرة البريطانية أتش أم أس Glowworm. في ديسمبر 1940، انطلق إلى المحيط الأطلسي للعمل ضد السفن التجارية للحلفاء، على الرغم من أن هذه العملية انتهت دون نجاح كبير. في فبراير 1941، أغرق العديد من السفن التجارية قبل أن يعود في النهاية إلى ألمانيا عبر مضيق الدنمارك. تم بعد ذلك نقل السفينة إلى شمال النرويج للمشاركة في عمليات ضد القوافل المتجهة إلى الاتحاد السوفيتي، وبلغت ذروتها في معركة بحر بارنتس في 31 ديسمبر 1942، حيث غرق المدمرة Achates وكاسحة الألغام Bramble لكنه تعرض بدوره لأضرار وأجبرته الطرادات الخفيفة أتش أم أس Sheffield وأتش أم أس Jamaica على الانسحاب.
بخيبة أمل بسبب الفشل في إغراق السفن التجارية في تلك المعركة، أمر أدولف هتلر بتفكيك الغالبية العظمى من السفن الحربية السطحية، على الرغم من أن الأدميرال كارل دونيتز تمكن من إقناع هتلر بالاحتفاظ بالأسطول السطحي. نتيجة لذلك، تم إرجاع الأدميرال هيبير إلى ألمانيا وتم إيقاف تشغيله لإجراء إصلاحات. لم تتم إعادة السفينة إلى وضع الخدمة، ولكن في 3 مايو 1945، ألحقت قاذفات سلاح الجو الملكي أضرار جسيمة به أثناء تواجده في كيل. قام طاقمها بإغراقه السفينة في مرساه، وفي يوليو عام 1945، تم إخراجه وسحبه إلى خليج Heikendorfer. لقد تم تفكيكه في النهاية بحثًا عن الخردة في 1948-1952 وجرسه معروض حاليًا في Laboe Naval Memorial.

## التصميم

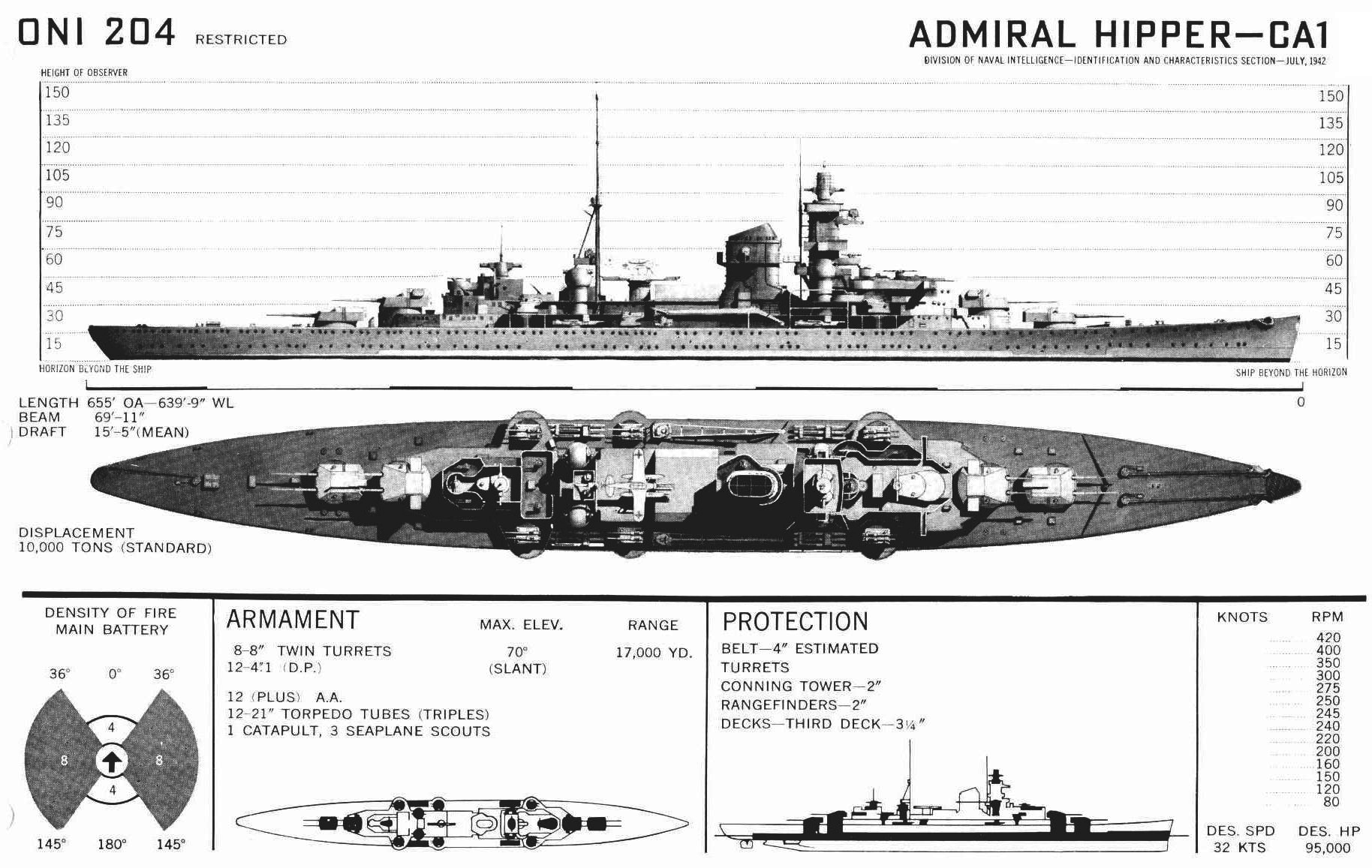
رسم لطراد فئة الأدميرال هييبر

وقد تم تجهيز السفينة مع ثلاثة أرادو هارون 196 الطائرات المائية واحدة المنجنيق .  الاميرال Hipper ' حزام مدرعة كان 70 إلى 80 مليمتر (2.8 إلى 3.1 بوصة) سميكة ؛ وكان سطح السفينة العلوي لها من 12 إلى 30 مليمتر (0.47 إلى 1.18 بوصة) سميكة بينما كان سطح السفينة الرئيسية المدرعة 20 إلى 50 مليمتر (0.79 إلى 1.97 بوصة) سميكة. وكان أبراج البطارية الرئيسية 105 مليمتر (4.1 بوصة) وجوه سميكة و 70   الجانبين سميكة مم. 

## سجل الخدمة

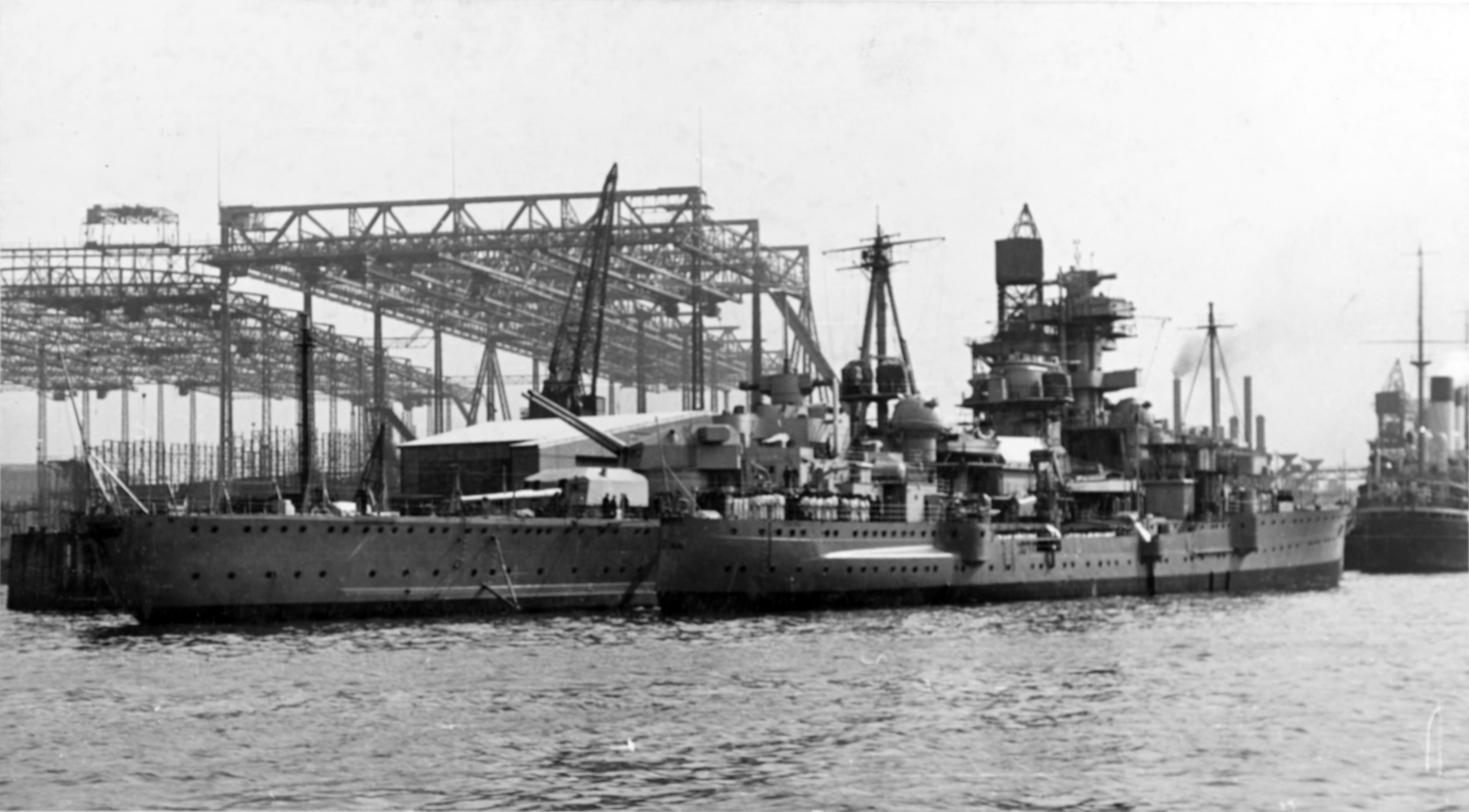
الأدميرال هيبير أثناء التركيب في 1937

تم طلب الأدميرال هيببر من قبل كريغسمارينه من حوض بناء السفن بلوم أند فوس في هامبورغ.  وضعت عارضته في 6 يوليو 1935،  تحت الإنشاء رقم 246.  تم إطلاق السفينة في 6 فبراير 1937، وتم الانتهاء منه في 29 أبريل 1939، وهو اليوم الذي تم فيه تكليفه بالأسطول الألماني. بحضور القائد العام للقوات البحرية كريغسمرينه، الأميرال الأعلى (غراند الاميرال) إريش رايدر، وسمي على اسم فرانز فون هيبر خلال الحرب العالمية الأولى، وقدم خطاب التعميد زوجته اريكا رايدر وإجرات عملية التعميد.   كانت مقدمة السفينة (القوس) مستقمية، لكن تم أستبداله بقوس مائل بعد إطلاقه. 

## الحواشي
ملاحظات
اقتباسات
1. 1 2  Luis de la Sierra (1979). La guerra naval en el Atlántico (1939-1945) (بالإسبانية). Editorial Juventud. p. 15. ISBN:978-84-261-5715-7. OL:4810394M. QID:Q28056811.
2. 1 2 3 4 5  Gröner.
3. 1 2  Williamson.
4. ↑  Koop & Schmolke.
5. ↑  Philbin.